# Gustav von Stosch
Gustav von Stosch (* 22. August 1876; gestorben nach 1942) war ein deutscher Marineoffizier und Vorsitzender der Marine-Offizier-Vereinigung.

## Leben

### Herkunft und Familie
Er entstammt dem schlesischen Adelsgeschlecht derer von Stosch.

### Karriere
Von Stosch trat am 16. April 1894 (Crew 94) als Seekadett in die Kaiserliche Marine ein. Er verbrachte seine Ausbildung auf der Stein und der Gneisenau. Am 25. Oktober 1897 wurde er zum Unterleutnant zur See befördert und diente 1899 auf dem Torpedodivisionsboot D 6 unter dem Kapitän zur See Leberecht Maaß. Er avancierte zum 9. April 1900 zum Oberleutnant zur See und diente 1904 auf der Wettin. Seine Beförderung zum Kapitänleutnant erfolgte am 23. März 1905. Bis 1907 wurde ihm außerdem der Rote Adlerorden IV. Klasse verliehen. 1907 diente er auch als Kommandant der Alice Roosevelt und als Adjutant bei der Marinestation der Nordsee. 1909 wurde er zum Führer der IV. Halb-Flottille bei der Inspektion des Torpedowesens. Am 5. September 1911 wurde er zum Korvettenkapitän befördert. 1912 diente er wieder als Adjutant bei der Marinestation der Nordsee.
Nach Ausbruch des Ersten Weltkrieges diente er bis August 1915 weiterhin als Adjutant bei der Marinestation der Nordsee. Danach wirkte er bis Mai 1916 als Chef des II. Bataillons des 5. Marinekorps. Er wirkte bis Juli 1917 als Erster Adjutant im Generalkommando des Marinekorps, wo auch am 31. Mai 1917 seine Beförderung zum Fregattenkapitän folgte. Bis August 1918 diente er als Führer der Torpedoboote in Flandern. Bis zum Kriegsende wirkte er noch als Kommandeur des 6. Marinekorps. Er schied am 24. November 1919 aus der Marine aus und erhielt am 11. Dezember 1920 den Charakter eines Kapitän zur See.

In der Nachkriegszeit betätigte er sich in rechten Kreisen. 1922 war er Vertreter von Konteradmiral Walter Isendahl beim Reichswasserschutz. Gegen ihn und zahlreiche andere Offiziere, nämlich die Generäle Ernst von Radowitz, Hermann von Kuhl, den Majoren Leo von Jena und Hans von Sodenstern sowie dem Oberleutnant Heinrich Wodli, wurde 1925 ein Strafverfahren eröffnet,
„wegen Veröffentlichung einer Entschließung in verschiedenen militärischen Nachrichtenblättern im Dezember 1924 und Januar 1925, wonach Admiral a. D. von Truppel den Namen des Kaisers besudelt habe“
Von November 1930 bis April 1935 war er Vorsitzender der Marine-Offizier-Vereinigung. Im Auftrag Adolf Hitlers und zusammen mit dem ehemaligen Vizeadmiral Adolf von Trotha rief er 1934 den Reichsbund Deutscher Seegeltung ins Leben. Während des Zweiten Weltkrieges wurde von Stosch in die Kriegsmarine reaktiviert und diente von Mai 1942 bis November desselben Jahres als Hafenkapitän Swinemünde.